# Michael Garrison
Michael Garrison (ur. 28 listopada 1956 w Rosenburg, zm. 24 marca 2004 w Bend) – amerykański muzyk i kompozytor, reprezentant amerykańskiego rocka elektronicznego.

## Życiorys
Ojciec Michaela Garrisona był bankierem, a matka gospodynią domową. Oboje nie mieli zainteresowań muzycznych. Michael Garrison zaczął wcześnie interesować się muzyką elektroniczną. W wieku 13 lat napisał pierwsze piosenki traktując to zajęcie jako hobby, obok sportu. Później studiował na Idaho Music. Wówczas zaczął komponować muzykę na swój pierwszy album In The Regions Of Sunreturn, który ukazał się w 1979 roku nakładem wytwórni Winspell Records (obecnie Garrisongs Music). Album nie cieszył się dużą popularnością, więc w 1980 roku Garison postanowił za pomocą koncernu Bertelsmanna wypromować go na rynku europejskim. Promocja okazała się udana, a dzięki współpracy z Bertelsmannem ukazały się 4 następne albumy Garrisona. Debiutancki album rozszerzony o trzy utwory został wydany w 1991 r. w wersji kompaktowej pod nowym tytułem In The Regions Of Sunreturn And Beyond. 
13 sierpnia 1994 roku Michael Garrison wystąpił po raz pierwszy w Niemczech, w Kolonii. Występ okazał się udany i wzbudził aplauz zgromadzonej publiczności, a jego owocem były dwa albumy koncertowe Michael Garrison "Live" Vol. I i Michael Garrison "Live" Vol. II wydane w tym samym roku.
W sumie Garrison nagrał 13 albumów (wydanych również w wersjach kompaktowych). Ostatni swój album Brave New World nagrał w 1999 roku. Zmarł w 2004 roku. W tym samym roku grupa artystów nagrała tribute album poświęcony Michaelowi Garrisonowi.
Przez ponad 20 lat Michael Garrison był uważany za jednego z czołowych przedstawicieli muzyki elektronicznej na świecie. Występował z takimi artystami jak The Alan Parsons Project, Tangerine Dream, Mike Oldfield, Enigma i Jean Michel Jarre.

## Dyskografia

### Albumy studyjne i kompilacyjne
Michael Garrison nagrał 11 albumów studyjnych oraz 2 kompilacyjne
- 1979 – In the Regions of Sunreturn
- 1981 – Prisms
- 1982 – Eclipse
- 1983 – Point of Impact
- 1986 – Images
- 1988 – Aurora Dawn
- 1989 – An Earth-Star Trilogy
- 1991 – The Rhythm of Life
- 1991 – In The Regions Of Sunreturn And Beyond
- 1992 – A Positive Reflecting Glow (kompilacja)
- 1993 – Tranquility Cove (kompilacja)
- 1994 – "Live" in Köln Vol. 1
- 1994 – "Live" in Köln Vol. 2
- 1999 – Brave New Worlds

### Albumy tribute
- 2005 – To the Sky and Beyond the Stars: A Tribute to Michael Garrison (2 CD)

### Single
- 1981 „Escape”